# Indicatrix van Tissot

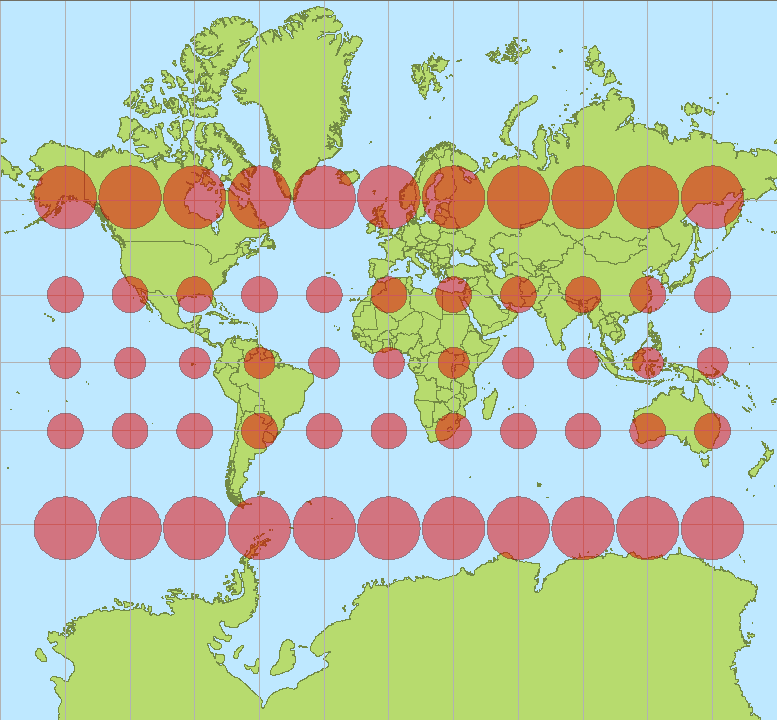
Indicatrix van Tissot van de mercatorprojectie. Bij deze projectie is de schaal niet afhankelijk van de richting, wat tot uiting komt in de cirkelvorm van de ellipsen. De schaal is wel afhankelijk van de geografische breedte, wat tot uiting komt in het groter worden van de cirkels op hogere breedte. In afwijking van de theorie van Tissot zijn de cirkels niet infinitesimaal klein vanwege de zichtbaarheid.

De indicatrix van Tissot of vervormingsellips is een ellips waarmee de vervorming die optreedt bij kaartprojecties kan worden weergegeven. Deze werd gepubliceerd door de Franse cartograaf Nicolas Auguste Tissot in 1881.
De hoek die twee lijnen met elkaar maken op een plat vlak, kan afhankelijk van de gebruikte projectie afwijken van de hoek van die lijnen op aarde. Er zijn echter voor vrijwel elk punt op aarde twee lijnen te vinden die elkaar zowel op aarde als op de kaart loodrecht snijden. Dit zijn de hoofdassen van vervorming, wat niet noodzakelijk de meridiaan λ en de parallel φ hoeven te zijn. Voor alle andere lijnen zal de hoek niet gelijk zijn, tenzij de projectie hoekgetrouw is. De grootste hoekvervorming wordt aangeduid met 2ω.
Een infinitesimaal kleine cirkel op aarde zal door dit hoekverschil na projectie afgebeeld worden als ellips met als grote en kleine as de hoofdassen. Alleen bij conforme projecties is ω nul en wordt ook na projectie een cirkel als cirkel afgebeeld. Bij oppervlaktegetrouwe projecties hebben alle indicatrices dezelfde oppervlakte, al variëren vorm en oriëntatie met de locatie op de kaart.
Volgens de stelling van Tissot bestaan er bij een afbeelding van een continu oppervlak op een willekeurig ander continu oppervlak steeds twee richtingen die zowel op het oorspronkelijke oppervlak als na afbeelding loodrecht op elkaar staan.